# Sociedade Esportiva e Cultural Terra e Mar Clube
Sociedade Esportiva e Cultural Terra e Mar Clube é um clube de futebol da cidade brasileira de Fortaleza, capital do estado do Ceará. Fundado em 1 de junho de 1938, venceu três edições consecutivas da segunda divisão do Campeonato Cearense, de 1957 a 1959. Disputa em 2024 a Série C do campeonato estadual.

## Títulos
- Campeonato Cearense - Série B: 3 (1957, 1958, 1959)

## Participações
|  | Participações em 2024 |

| Competição | Competição         | Temporadas | Melhor campanha           | Estreia | Última | P | R |
| Ceará      | Cearense - Série B | 7          | 5º colocado (2001 e 2022) | 1999    | 2005   | – | 1 |
| Ceará      | Cearense - Série C | 8          | 3º colocado (2007)        | 2006    | 2024   | – |   |
| Ceará      | Copa Fares Lopes   | 1          | 14º colocado (2013)       | 2013    | 2013   |   |   |

## Desempenho nas divisões estaduais
| Divisão | Ano  | Posição          |
| ------- | ---- | ---------------- |
| Série B | 1999 | 6.º              |
| Série B | 2000 | 10.º             |
| Série B | 2001 | 5.º              |
| Série B | 2002 | 5.º              |
| Série B | 2003 | 8.º              |
| Série B | 2004 | 8.º              |
| Série B | 2005 | 10.º (rebaixado) |
| Série C | 2006 | 8.º              |
| Série C | 2007 | 3.º              |
| Série C | 2008 | 15.º             |
| Série C | 2010 | 12.º             |
| Série C | 2012 | 10.º             |
| Série C | 2022 | 5.º              |
| Série C | 2023 | 4.º              |
| Série C | 2024 | 4.º              |